# 拉沙特尔朗格兰
拉沙特尔朗格兰（法語：La Châtre-Langlin，法語發音：[la ʃatʁ lɑ̃ɡlɛ̃]）是法国安德尔省的一个市镇，属于勒布朗区。

## 地理
拉沙特尔朗格兰（46°24'30"N, 1°23'21"E）面积27.4 平方千米，位于法国中央-卢瓦尔河谷大区安德尔省，该省份为法国中部省份，北起卢瓦-谢尔省，西北接安德尔-卢瓦尔省，西南接维埃纳省，南至克勒兹省和上维埃纳省，东临谢尔省。
与拉沙特尔朗格兰接壤的市镇（或旧市镇、城区）包括：大谢佐、沙亚克、穆埃、帕尔纳克、鲁西讷、圣伯努瓦迪索、克罗马克、圣乔治莱朗德。

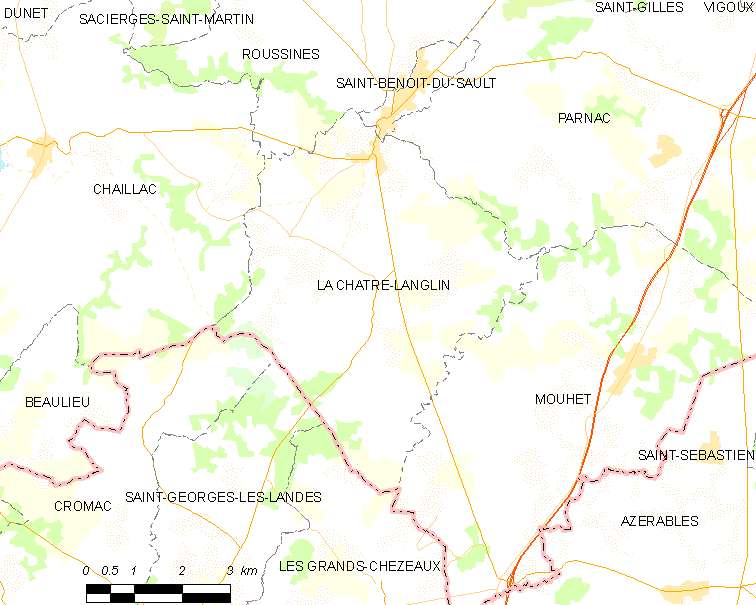
拉沙特尔朗格兰的OSM定位图

拉沙特尔朗格兰的时区为UTC+01:00、UTC+02:00（夏令时）。

## 行政
拉沙特尔朗格兰的邮政编码为36170，INSEE市镇编码为36047。

## 政治
拉沙特尔朗格兰所属的省级选区为圣戈捷县。

## 人口

1962-2008年间拉沙特尔朗格兰人口变化图示

拉沙特尔朗格兰于2022年1月1日时的人口数量为503人。